# Улица Фролова (Екатеринбург)
У́лица Фроло́ва (прежние названия: Успе́нская, Заводска́я, Рабо́чего Фролова) — улица в жилом районе «ВИЗ» Верх-Исетского административного района Екатеринбурга, одна из старейших улиц посёлка Верх-Исетского завода.

## Происхождение и история названий
До революции 1917 года улица носила название Успенская, так как находилась рядом с церковью Успения Богородицы, расположенной на площади Верх-Исетского завода. Бытовало и другое название — Заводская, связанное или с расположением улице в посёлке Верх-Исетского завода или с тем, что по улице можно было проехать к главным зданиям завода. В 1921 году улица получила название Рабочего Фролова в честь рабочего-слесаря Верх-Исетского завода Ивана Фёдоровича Фролова (1882—1918), ставшего добровольцем Красной гвардии и погибшего в боях с белогвардейцами. Между 1962 и 1968 годами уточняющее слово из названия улицы было удалено.

## Расположение и благоустройство
Улица Фролова проходит с востока на запад между улицами Кирова и Нагорной. Улица начинается от улицы Заводской и заканчивается у Верх-Исетского пруда. Пересекается с улицами Викулова и Каменщиков. Слева на улицу выходят улицы Школьников, Сварщиков и Плотников, справа примыканий улиц нет.
Протяжённость улицы составляет около 900 метров. Ширина проезжей части в среднем около 7 м (по одной полосе в каждую сторону движения). На протяжении улицы имеется один нерегулируемый пешеходный переход, светофоров нет. Улица оборудована уличным освещением и тротуарами, но не на всём протяжении.

## История
Улица появилась, по-видимому, ещё в XVIII веке вместе с появлением посёлка при Верх-Исетском заводе. Трассировка улицы показана на плане Екатеринбурга 1788 года.
Застройка на современной улице представлена многоэтажными жилыми домами постройки 1960-х годов (на месте снесённого частного сектора) и домами повышенной этажности постройки 1980-х, 1990-х и 2000-х годов, а также остатками частного сектора (последний уличный квартал).

## Транспорт

### Наземный общественный транспорт
Движение общественного транспорта по улице не осуществляется. Ближайшая остановка общественного транспорта — «ВИЗ»:
Автобус: № 43;
Трамвай: № 1, 2, 3, 11, 18, 19;
Маршрутное такси: № 07, 019, 038.

### Ближайшие станции метро
Действующих станций метро поблизости нет. В 650 метрах к югу-востоку от начала улицы планировалось открыть станцию 2-й линии Екатеринбургского метрополитена  «Татищевскую», а в 900 м к югу от перекрёстка с Заводской улицей — станцию этой же линии метро  «Металлургическую». Однако из-за отсутствия финансирование строительство отложено на неопределенный срок.